# سیارک ۲۹۴۴۷
سیارک ۲۹۴۴۷ (به انگلیسی: 29447 Jerzyneyman، نامگذاری:1997PY2) بیست و نه هزار و چهارصد و چهل و هفتمین سیارک کشف شده‌است که در ۱۲ اوت ۱۹۹۷ کشف شد.